# Канда, Киёо
Киёо Канда (яп. 神田 清雄 Канда Киёо, июль 1900, Осака — 9 мая 1970, Япония) — японский футболист, игравший на позиции полузащитника. Выступал за клуб «Осака» и национальную сборную Японии.

## Карьера
Киёо Канда играл за футбольный клуб «Осака» из одноимённого города. В 1923 году он попал в состав сборной страны на Дальневосточные игры-чемпионат. Дебютировал 23 мая в матче против сборной Филиппин, выйдя в стартовом составе. Встреча завершилась поражением его команды со счётом 1:2. Во втором матче на турнире японцы крупно уступили команде Китайской Республики. Через два года Канда вновь был участником Дальневосточных игр.

## Статистика за сборную
| Сборная Японии | Сборная Японии | Сборная Японии |
| Год            | Матчи          | Голы           |
| -------------- | -------------- | -------------- |
| 1923           | 2              | 0              |
| 1925           | 2              | 0              |
| Итого          | 4              | 0              |